# Relations entre l'Inde et la Turquie
Relations entre l'Inde et la Turquie
Les relations diplomatiques entre l'Inde et la Turquie désignent les relations entre la République de l'Inde et la république de Turquie.

## Histoire
La Turquie a reconnu l'Inde juste après sa déclaration d'indépendance le 15 août 1947 et des relations diplomatiques ont été établies entre les deux pays
L'Inde a une ambassade à Ankara et un consulat général à Istanbul. La Turquie a une ambassade à New Delhi et un consulat général à Bombay. En 2015, le commerce bilatéral entre l'Inde et la Turquie s'élevait à 6,26 milliards de dollars américains.